# Aiztondo Klasika
L' Aiztondo Klasika és una cursa ciclista d'un dia que es disputa a Asteasu (Euskadi). Creada al 2003, és puntuable per la Copa d'Espanya de ciclisme.

## Palmarès
| Any  | Vencedor                   | Segon                     | Tercer                   |
| ---- | -------------------------- | ------------------------- | ------------------------ |
| 2003 | José Ángel Gómez Marchante | Julen Urbano              | Juan José Cobo           |
| 2004 | Carlos Castaño Panadero    | Jordi Grau                | Rodrigo García Rena      |
| 2006 | Didac Ortega               | Eduardo de Miguel         | Jorge Martín Montenegro  |
| 2007 | Óscar Pujol                | Gonzalo Zambrano          | Iker Aramendia           |
| 2008 | David Belda                | David Gutiérrez Gutiérrez | Luis Maldonado           |
| 2009 | Jorge Martín Montenegro    | Francisco Javier Martínez | Javier Iriarte           |
| 2010 | Víctor de la Parte         | Eduard Prades             | Raúl Alarcón             |
| 2011 | Eduard Prades              | Omar Fraile               | David Gutiérrez Palacios |
| 2012 | Ibai Salas                 | Mike Terpstra             | Juan Ignacio Pérez       |
| 2013 | Vicente García de Mateos   | Alberto Gallego           | Julen Mitxelena          |
| 2014 | Antton Ibarguren           | Samuel Nicolás            | Juan Ignacio Pérez       |
| 2015 | Mikel Iturria              | Rafael Márquez            | Juan Ignacio Pérez       |
| 2016 | Jaume Sureda               | Daniel Sánchez            | Fernando Barceló         |
| 2017 | Gonzalo Serrano            | Antonio Soto              | Jaume Sureda             |
| 2018 | Eusebio Pascual            | Carlos Cobos              | Juan Pedro López         |
| 2019 | Ángel Fuentes              | Roger Adrià               | Francisco Galván         |
| 2020 | suspesa                    |                           |                          |
| 2021 | Marc Brustenga             | Miquel Valls              | Pablo García             |
| 2022 | Fernando Tercero           | Mikel Retegi              | Pablo Castrillo          |